# Денисюк Олексій Ярославович
Олексій Ярославович Денисюк (2 лютого 1989) — український спортсмен з кульової стрільби. Заслужений майстер спорту України. Дворазовий бронзовий призер Паралімпійських ігор. Багаторазовий чемпіон світу та Європи. 
Займається стрільбою кульовою у Вінницькому регіональному центрі з фізичної культури і спорту осіб з інвалідністю «Інваспорт».
Чемпіон та призер Чемпіонату світу 2023 у м.Ліма (Перу). Чемпіон, срібний та бронзовий призер чемпіонату Європи 2024 року у м. Гранада (Іспанія) . 
Бронзовий призер XV Літніх Паралімпійських ігор Ріо 2016 зі стрільби з малокаліберного пістолета на 50 м, P4 (змішані, SH1).
Бронзовий призер XVІ Літніх Паралімпійських ігор Токіо 2020 зі стрільби з малокаліберного пістолета на 25 м., (змішані, SH1).
Фіналіст XVІІ Літніх Паралімпійських ігор Париж 2024 зі стрільби з малокаліберного пістолета на 25 м., (змішані, SH1) - 5 місце.

## Державні нагороди
- Орден «За мужність» III ст. (4 жовтня 2016) — За досягнення високих спортивних результатів на XV літніх Паралімпійських іграх 2016 року в місті Ріо-де-Жанейро (Федеративна Республіка Бразилія), виявлені мужність, самовідданість та волю до перемоги, утвердження міжнародного авторитету України[1]
- Орден «За мужність» ІІ ст. (16 вересня 2021 р.) - За значний особистий внесок у розвиток паралімпійського руху, досягнення високих спортивних результатів на XVI літніх Паралімпійських іграх у місті Токіо (Японія), виявлені самовідданість та волю до перемоги, утвердження міжнародного авторитету.